# روث بيري
روث بيري (بالإنجليزية: Ruth Perry)‏‏ (16 يوليو 1939 - 8 يناير 2017) هي سياسية من ليبيريا. شغلت منصب رئيسة ليبيريا منذ 3 سبتمبر 1993 حتى 2 أغسطس 1997.